# Weng Chun
Weng Chun is een kung fu-stijl die zijn oorsprong vindt in een zuidelijke Shaolin-tempel in China. Weng Chun is enigszins herkenbaar aan vloeiende bewegingen en krachtige aanvallen.
Hoewel ze dezelfde betekenis hebben, zijn Weng Chun en Wing Chun kung fu niet hetzelfde. Deze horen niet met elkaar verward te worden.